# Nathalie Kaufmann
Pour les articles homonymes, voir Kaufmann.
Nathalie Kaufmann ou Natali Kaufmann, de son vrai nom Natali Krassilchik, est une chanteuse, auteur et compositrice française d'origine russe née en 1960.
Elle a connu le succès essentiellement durant les années 1980, sous le nom de Natali Kaufmann, notamment avec les titres Envie de trainer avec toi et Lover. Elle fait partie des chanteuses apparues au début des années 80 comme Sofie Kremen, Marie Léonor, Bruna Giraldi, Martine Clémenceau, Corinne Hermès, qui après un premier album prometteur, ont eu du mal à continuer leur carrière, boudées par les médias.
Par la suite, elle a publié plusieurs romans et guides.

## Discographie

### Singles
- 1982 : Envie de traîner avec toi — Harley
- 1983 : Une bouche pour mentir — J'transite (45 tours promo)
- 1984 : Jamais j'oublierai ça, jamais — Un peu de chaleur humaine[6]
- 1986 : Lover — Lover (version lente)
- 1987 : Konchakecheke (en duo avec Didier Makaga) — version instrumentale
- 1988 : Va — Bye (45 tours promo)
- 1991 : Lewis — Déjà maintenant

### Albums
- 1983 : Enlèvement demandé

## Publications
- 1995 : Petit guide des grandes morts — Éditions Les Belles Lettres[7]
- 1996 : Guide des musiques d'aujourd'hui (avec Edouard Bertaud) — Éditions Les Belles Lettres
- 1997 : Mère, mon beau souci… — Éditions Les Belles Lettres[8]
- 1999 : Carnet de métro — Éditions Les Belles Lettres